# Ronnie Barron
Ronnie Barron (Ronald Raymond Barrosse; 9. října 1943, Algiers, New Orleans – 20. března 1997) byl americký zpěvák, herec, varhaník a klávesista, který spolupracoval s umělci jako jsou Canned Heat, Dr. John a dalšími.